# Кляйностгайм
Кляйностгайм (нім. Kleinostheim) — громада в Німеччині, розташована в землі Баварія. Підпорядковується адміністративному округу Нижня Франконія. Входить до складу району Ашаффенбург.
Площа — 13,89 км2. Населення становить 8164 ос. (станом на 31 грудня 2020).